# Kökény (Ungarn)
Kökény (kroatisch Kukinj) ist eine ungarische Gemeinde im Kreis Pécs im Komitat Baranya. Gut ein Fünftel der Bewohner zählt zur Volksgruppe der Kroaten.

## Geografische Lage
Kökény liegt achteinhalb Kilometer südwestlich des Zentrums der Kreisstadt und des Komitatssitzes Pécs. Nachbargemeinden sind Keszü, Szilvás und Szőke. Nördlich des Ortes befinden sich zwei Seen.

## Geschichte
Im Jahr 1907 gab es in der damaligen Kleingemeinde 95 Häuser und 690 Einwohner auf einer Fläche von 1582  Katastraljochen.

## Sehenswürdigkeiten
- Römisch-katholische Kirche Szent Anna mit separatem Glockenturm, erbaut 1989
  - Pietà am Glockenturm
  - Kreuzweg neben der Kirche
- Römisch-katholische Kapelle Szent Kereszt, erbaut in den 1760er Jahren, später umgebaut, westlich des Ortes gelegen
- Weltkriegsdenkmal
- Aussichtsturm (Bagolyvár-kilátó), westlich des Ortes gelegen

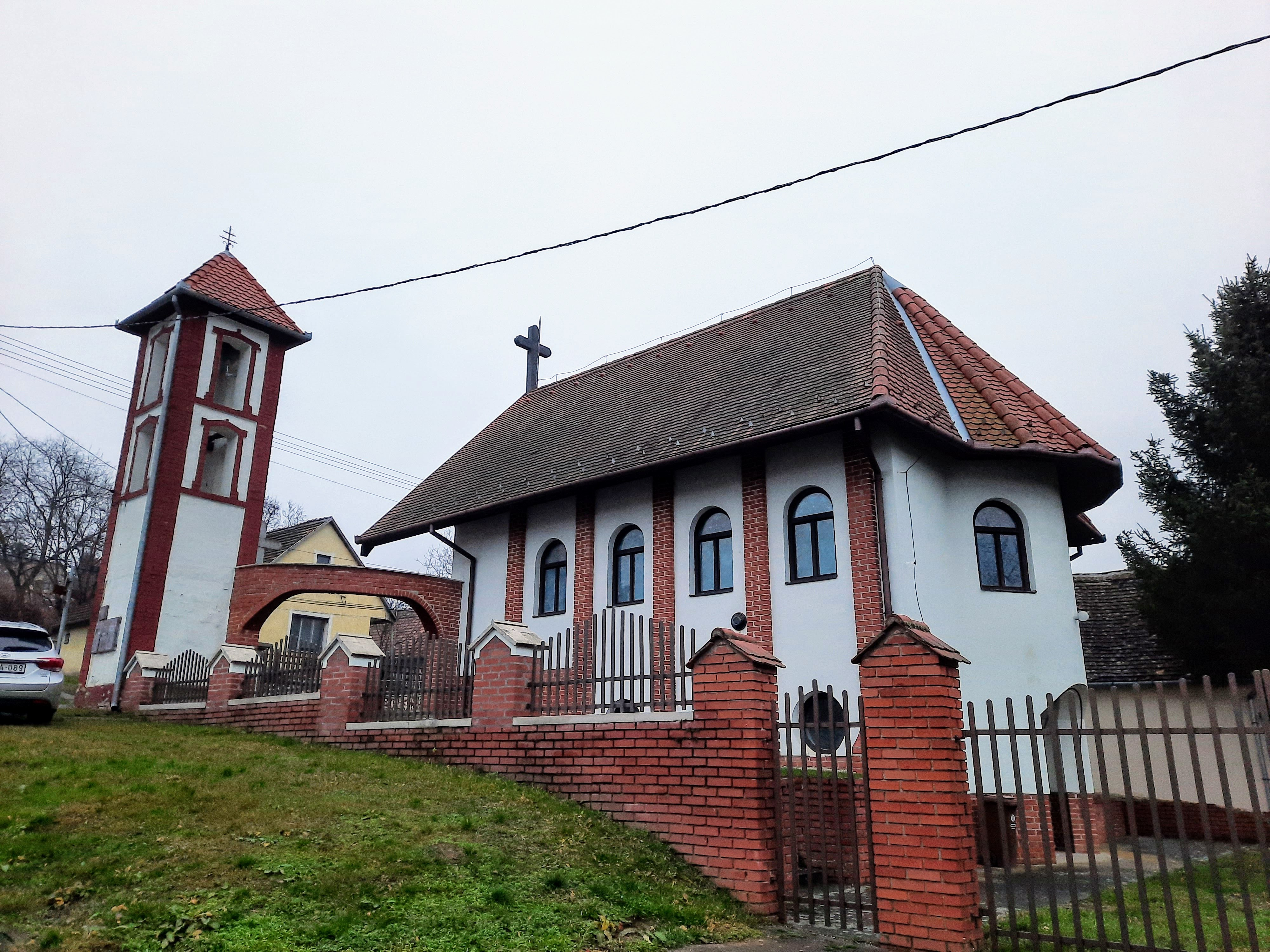
Kirche Szent Anna und Glockenturm
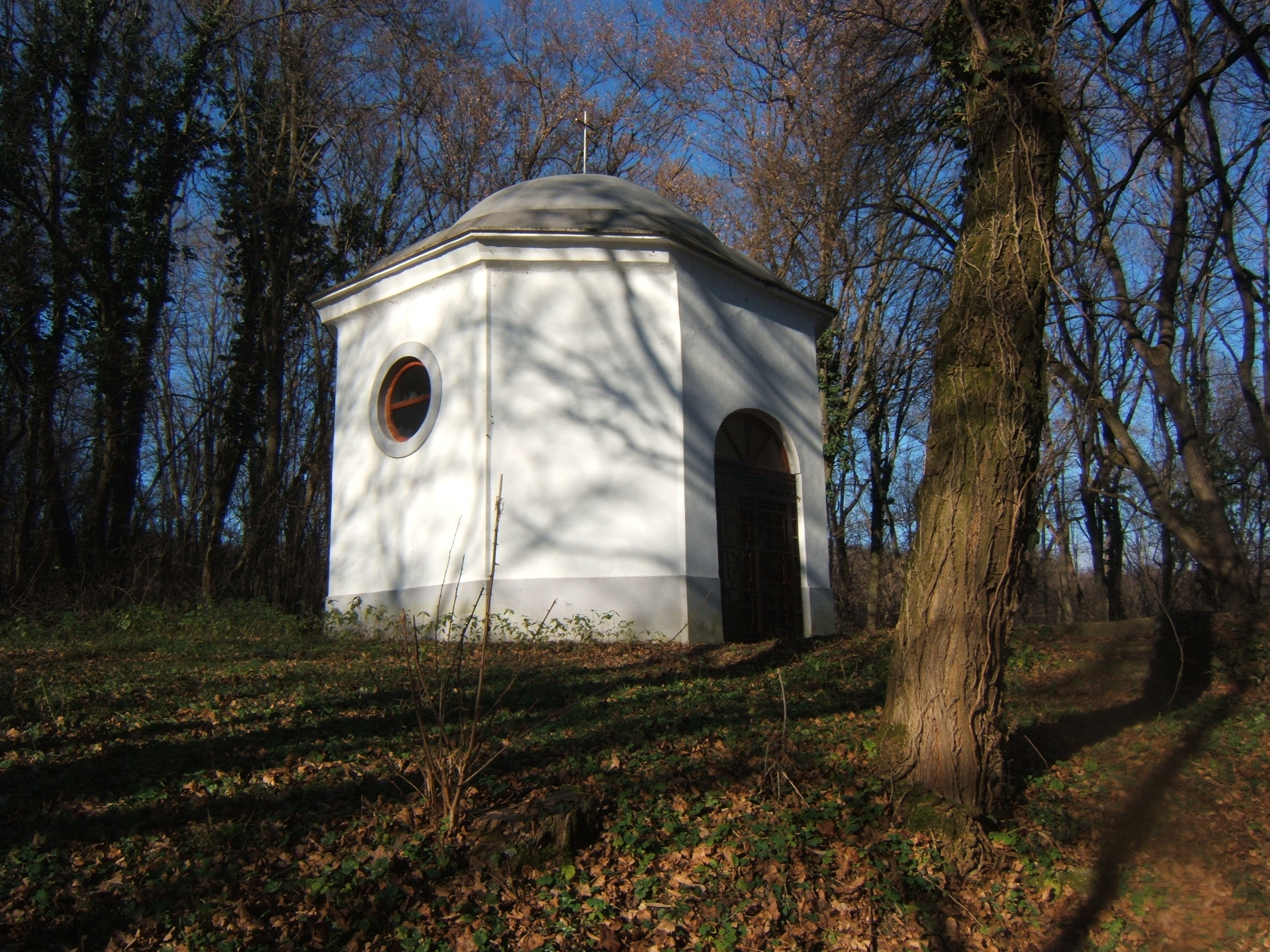
Kapelle Szent Kereszt
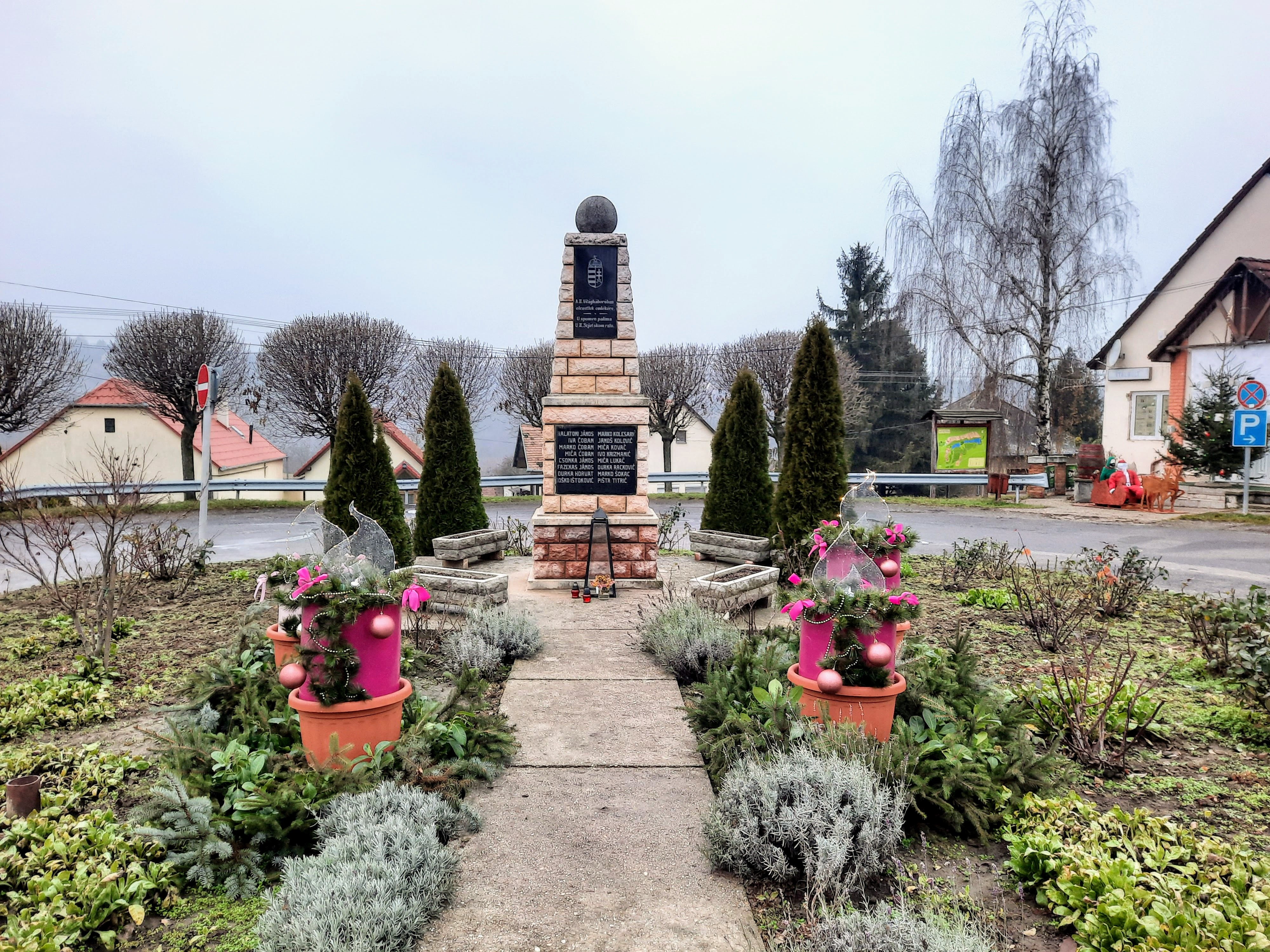
Weltkriegsdenkmal
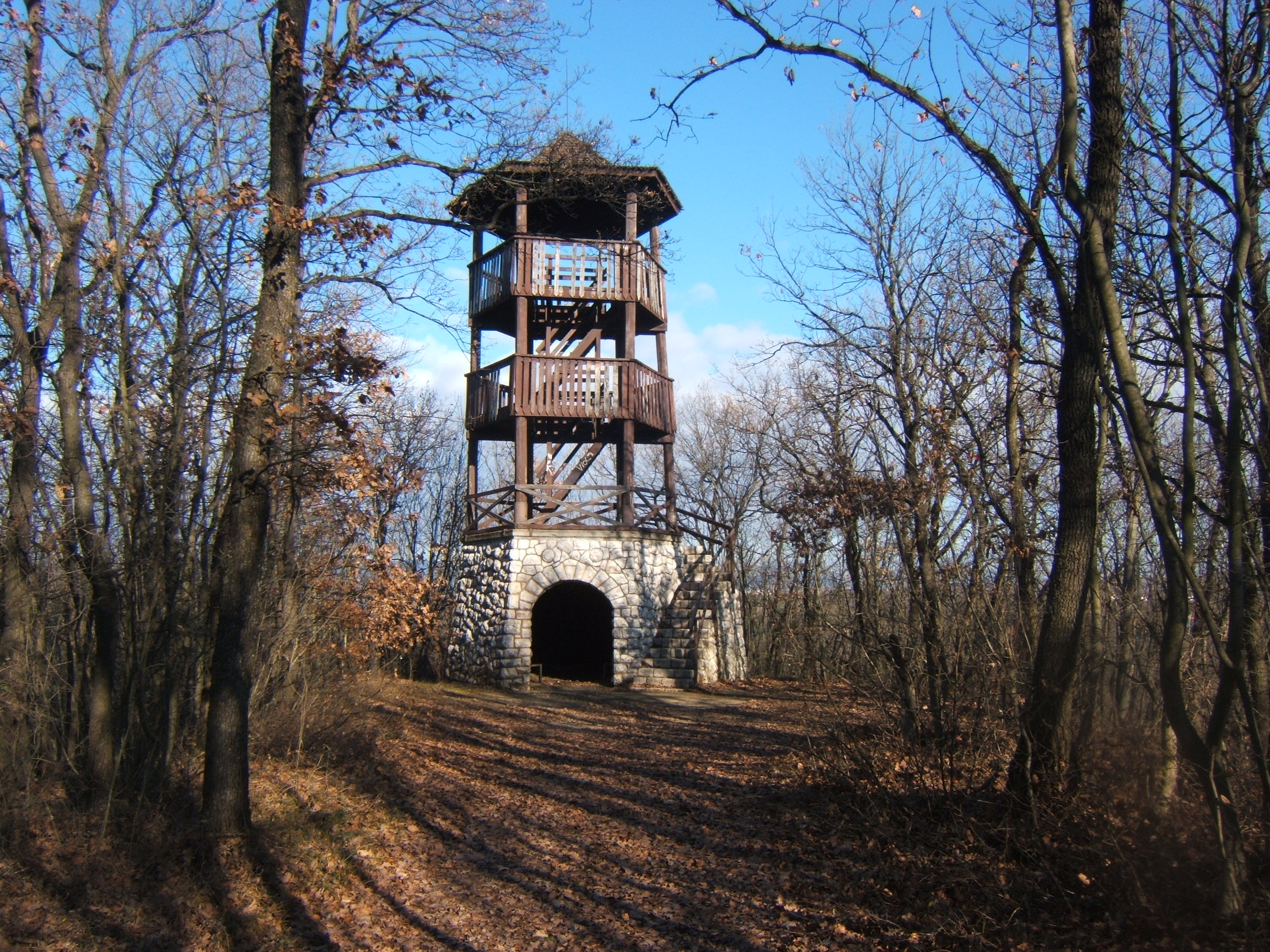
Aussichtsturm (Bagolyvár-kilátó)

## Verkehr
Kökény ist nur über eine Nebenstraße zu erreichen. Es bestehen Busverbindungen nach Pécs, wo sich der nächstgelegene Bahnhof befindet.